# Yellow Springs
Yellow Springs ist ein Village südlich von Springfield im Greene County im US-Bundesstaat Ohio. Die Universitätsstadt hatte bei der Zählung im Jahr 2000 rund 3800 Einwohner, 2010 deren 3487 und der Zählung von 2020 zufolge 3.697 Einwohner.
Ihren Namen hat die Stadt von der östlich der Stadt in der Glen Helen Nature Preserve gelegenen Quelle, die durch einen hohen Mineralgehalt gelb bis orange gefärbt ist. Diese Quelle war den früher dort ansässigen Indianern ein heiliger Ort.
Yellow Springs ist der Geburtsort der Jazz-Schlagzeugerin Cindy Blackman und seit vielen Jahren der Wohnort von Comedian Dave Chappelle.

## Bildung
Der Ort ist Sitz der Antioch University Midwest, die aus dem Antioch College hervorgegangen ist. Das College wurde 1852 in Yellow Springs von der Christian Connection gegründet und begann seine Arbeit im Jahr 1853. Horace Mann war der erste Präsident des College. 2008 wurde das College geschlossen, aber 2011 wieder eröffnet, der Präsident ist seit damals Mark Roosevelt.